# دور أشتون
دور أشتون (بالإنجليزية: Dore Ashton)‏ هي مؤرخة الفن وصحفية أمريكية، ولدت في 21 مايو 1928 في نيوآرك في الولايات المتحدة، وتوفيت في 30 يناير 2017.